# Züleyha Tan
Züleyha Tan (2 de abril de 1968) es una deportista turca que compitió en taekwondo. Ganó una medalla de bronce en el Campeonato Mundial de Taekwondo de 1987, y dos medallas de oro en el Campeonato Europeo de Taekwondo en los años 1986 y 1988.

## Palmarés internacional
| Campeonato Mundial | Campeonato Mundial | Campeonato Mundial | Campeonato Mundial |
| Año                | Lugar              | Medalla            | Categoría          |
| ------------------ | ------------------ | ------------------ | ------------------ |
| 1987               | Barcelona (España) | Medalla de bronce  | –55 kg             |
| Campeonato Europeo |                    |                    |                    |
| Año                | Lugar              | Medalla            | Categoría          |
| 1986               | Seefeld (Austria)  | Medalla de oro     | –55 kg             |
| 1988               | Ankara (Turquía)   | Medalla de oro     | –55 kg             |